# Джузеппе Каймі
Джузеппе Каймі (італ. Giuseppe Caimi; 30 грудня 1890, Мілан — 14 грудня 1917) — італійський футболіст, півзахисник.
Насамперед відомий виступами за клуб «Інтернаціонале».

## Футбольна кар'єра
У дорослому футболі дебютував 1911 року виступами за команду клубу «Інтернаціонале», кольори якої і захищав протягом усієї своєї кар'єри гравця, що тривала три роки.
1912 року залучався до складу національної збірної Італії, що брала участь у футбольному турнірі на Олімпійських іграх 1912 року у Стокгольмі. Однак жодного разу на поле в офіційних матчах збірної не виходив.

## Участь у першій світовій війні
З початком першої світової війни був мобілізований до лав італійської армії. Проходив службу у 7-му альпійському полку, в якому командував розвідувальним взводом. Мав військове звання лейтенанта.
Брав участь у воєнних діях проти австро-угорських військ у Північній Італії, насамперед у гірських регіонах в районі річки П'яве. Загинув у бою 14 грудня 1917 року. Посмертно нагороджений Золотою медаллю «За військову відвагу».